# Егорова, Любовь Николаевна
Любо́вь Никола́евна (Александровна) Его́рова (фр. Lioubov Egorova; по первому мужу — Мамонтова, по второму — княгиня Трубецкая; 27 июля (8) августа 1880, Санкт-Петербург, Российская империя — 18 августа 1972, Париж, Франция) — русская балерина и педагог, оказавшая значительное влияние на французскую балетную школу XX века.

## Биография
Родилась 27 июля (8) августа 1880 года в Санкт-Петербурге. Была записана в метрическую книгу как «незаконнорождённая дочь царскосельской купчихи». В. М. Красовская указала дату рождения 28 июля.
В 1898 году окончила балетное отделение Петербургского театрального училища. Ученица Евгении Соколовой, выпускалась в классе Энрико Чеккетти, который специально для своего первого выпуска поставил балет «Урок танцев в гостинице» (Егорова вместе с одноклассниками Седовой, Обуховым и Фокиным танцевала па-де-катр).
Сразу после выпуска была принята в балетную труппу Мариинского театра. Дебютировала 22 ноября 1898 года, исполнив па де труа в балете «Лебединое озеро» (вместе с Седовой и Фокиным). Закончив обучение у профессора Чекетти, Егорова не отправилась за границу для его продолжения, как это было в моде, а стала заниматься у Екатерины Вазем, Марии Горшенковой и Анны Иогансон. Как танцовщица сочетала в себе высокую технику с природной грацией и мягким обаянием. Её талант лирической балерины раскрылся в таких балетах как «Лебединое озеро» и «Жизель».
В 1914 году Егоровой было присвоено звание балерины. В 1916 году она получила пенсию, но продолжала выступать. Прощальный бенефис балерины состоялся 22 января 1917 года в балете «Лебединое озеро», после чего она вышла замуж (1 ноября 1917) за князя Никиту Сергеевича Сергея Трубецкого (1877—1963), полковника гвардии, старшего сына директора Императорского Эрмитажа, и уехала с мужем в Финляндию. После российской революции 1917 года супруги отправились в Париж.
Единственный их сын скончался в детстве.
В 1921 году Сергей Дягилев пригласил танцовщицу присоединиться к труппе «Русского балета»: 2 ноября 1921 года на лондонской премьере балета «Спящая красавица» Егорова танцевала фею Канареек, а затем — партию принцессы Авроры в очередь с Трефиловой и Спесивцевой.
В 1923 году открыла в Париже, в районе Сент-Трините (ул. Ларошфуко, 15) собственную школу танца; также короткое время преподавала в Лондоне. В парижскую студию Егоровой в течение многих лет приходили как дети, только начинающие учиться балету, так и звёзды балета. В её студии занимались Серж Лифарь, Леонид Мясин и Антон Долин.
Среди учеников Егоровой — Ролан Пети, Пьер Лакотт, Александра Данилова, Соланж Шварц (Solange Schwarz), Антон Долин, Жанин Шарра, Вильфрид Пьолле, Ивонна Мунси, Морис Бежар, Этери Пагава, Зельда Фицджеральд, Юлий Алгаров, Жорж Скибин, Мария Толчиф, Соня Гаскелл, Нина Вырубова, Марика Безобразова, Розелла Хайтауэр, Давид Лишин, Татьяна Лескова, Элен Кирсова, Нини Тейладе, Клод Бесси, Майна Гилгуд, Ксения Триполитова, Андре Эглевский, Лючия Джойс. Многие способные ученики Егоровой занимались у неё бесплатно или в долг, который она потом прощала:158.
Особенностью школы Егоровой были красота рук и поэтичность:301. Как педагог она отличалась вниманием к особой музыкальной выразительности, слитности переходов от одного движения к другому. В её студии царили стиль и музыкальность:325. По словам Пьера Лакотта, «в ней замечательно сочетались ум, педагогический талант, терпение и умение приучить ребёнка к дисциплине»:429.
В 1937 году Егорова основала собственную труппу — «Балет юности», в которой танцевали главным образом её ученики (просуществовала до 1939). Как постановщик поставила дивертисмент «Свадьба Авроры» для труппы Датского королевского балета и «Лебединое озеро» для Национального балета Нидерландов.
Во время и после Второй мировой войны жила в Кламаре. Состояние её было расстроено неудачными финансовыми операциями, дом был заложен. Последние дни своей жизни Егорова провела в доме для престарелых, куда к ней время от времени приезжали за советами её ученики и артисты (как, например, Гилен Тесмар и Микаель Денар в течение двух недель перед премьерой балета «Спящая красавица»). Скончалась 18 августа 1972 года в Париже. Похоронена на кладбище Сент-Женевьев-де-Буа.

## Репертуар

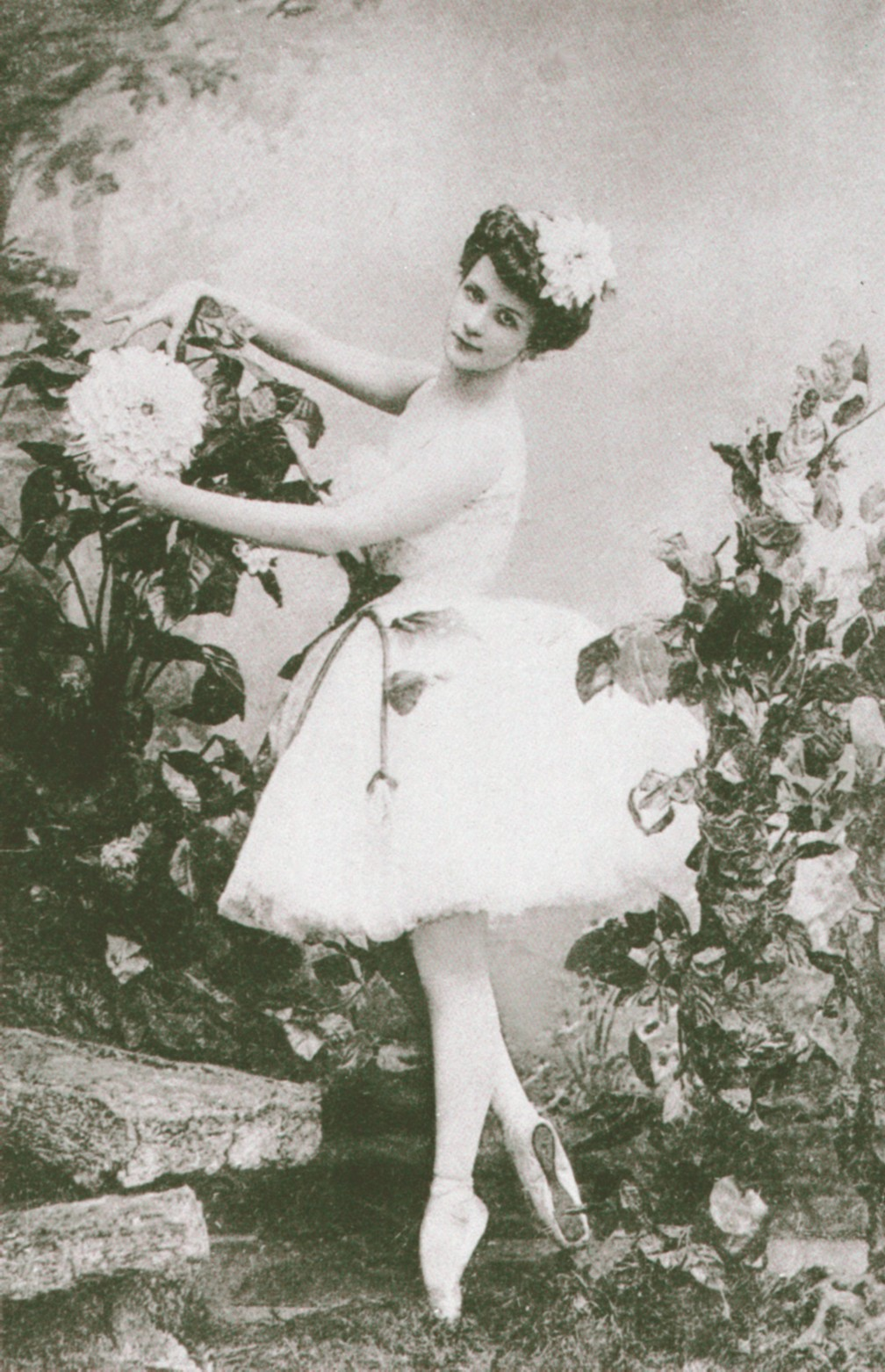
«Голубая георгина», 1905 год

- 1901 — Илька («Очарованный лес» Р. Дриго, хореограф Л. Иванов)
- 1903 — Лиза («Волшебная флейта» Р. Дриго, хореограф Л. Иванов)
- 1905 — «Голубая георгина» Ц. Пуни
- 1907 — Мирта, Жизель («Жизель»)
- 1909 — принцесса Флорина («Спящая красавица» М. Петипа)
- 1915 — Франческа* («Франческа да Римини» М. Фокина)

(*) — первая исполнительница
В Мариинском театре в её репертуаре были партии Царь-девицы («Конёк-Горбунок»), Медоры («Корсар»), Раймонды, Одетты—Одиллии, Китри («Дон Кихот»), Пахиты, Аспиччии («Дочь фараона»).